# Phebalium daviesii
Phebalium daviesii är en vinruteväxtart som beskrevs av J. D. Hook.. Phebalium daviesii ingår i släktet Phebalium och familjen vinruteväxter. Inga underarter finns listade i Catalogue of Life.